# Sophie Wilde
Sophie Wilde, född 22 februari 1998 i Sydney, är en australisk skådespelare.
Wilde har bland annat medverkat i TV-serien Eden. Hon har även medverkat i filmerna Talk to Me och The Portable Door.

## Filmografi (i urval)
- 2021 – Eden (TV-serie)
- 2022 – Talk to Me
- 2023 – The Portable Door
- 2023 – Den charmerande Tom Jones (TV-serie)
- 2024 – Pojke slukar universum (TV-serie)
- 2024 – Babygirl